# Marina Sobolewa
Marina Michajłowna Sobolewa (ros. Марина Михайловна Соболева, ur. 27 stycznia 1961 w Moskwie) – rosyjska florecistka reprezentująca ZSRR, trzykrotna medalistka mistrzostw świata.
W 1981 roku wywalczyła złoty medal w turnieju indywidualnym na mistrzostwach świata juniorów.
Podczas mistrzostw świata w Clermont-Ferrand w 1981 roku reprezentantki ZSRR w składzie: Łarisa Cagarajewa, Marina Sobolewa, Walentina Sidorowa, Naila Gilazowa i Irina Uszakowa wywalczyły złoty medal w turnieju drużynowym. W tej samej konkurencji zdobyła także złoty medal na mistrzostwach świata w Sofii (1986) i brązowy na mistrzostwach świata w Barcelonie (1985).
Wystartowała na igrzyskach olimpijskich w Seulu (1988), gdzie w turnieju drużynowym była czwarta. Był to jej jedyny start olimpijski.